# Albert Voilquin
Pour les articles homonymes, voir Voilquin.
Albert Voilquin, né le 17 février 1915 à Médonville (Vosges) et mort le 2 août 1999 à Neufchâteau (Vosges), est un homme politique français, député et sénateur des Vosges.
Il était inspecteur central du Trésor public.

## Parcours
- Membre de l'Entente démocratique et du Parti libéral européen puis des Républicains indépendants.
- Député des Vosges du 30 novembre 1958 au 2 avril 1978 dans la 4e circonscription.
- Sénateur de 1977 à 1995, élu le 25 septembre 1977 puis réélu le 28 septembre 1986. Ne se représentait pas en 1995.

## Liens familiaux
Marié à Elisabeth Français (1924-2011), cousin de Hubert Voilquin (1923-2015), ancien député-maire de Vittel (Vosges) et ancien conseiller général des Vosges.

## Source
- Le Grand Livre des élus vosgiens, 1796-2003, Bertrand Munier, Éditions Gérard Louis par, 2005,  (ISBN 2-914554-34-6).